# La quinta marcha
La quinta marcha va ser un programa musical emès en el matí dels diumenges per Telecinco entre 1990 i 1993.

## Format
Nascut pocs mesos després del començament de les emissions de la cadena Telecinco, el programa trencava motlles respecte als espais musicals de la televisió a Espanya. Es tractava d'un programa desenfadat, en línia amb la imatge de la nova cadena en aquell moment, molt enfocat al públic adolescent. La quinta marchaés un dels programes musicals més recordats de Telecinco.
En el programa, que comptava amb la presència de públic en el plató, es combinaven actuacions musicals amb vídeo-clips, entrevistes a personatges famosos, jocs, concursos i reportatges sobre temes d'interès per als joves.

## Presentadors
La fórmula pensada per a la presentació va ser la de quatre joves -dos nois i dues noies - que poguessin connectar fàcilment amb el públic al qual anava dirigit l'espai. El quartet inicial van ser Jesús Vázquez, Inma Brunton, Penélope Cruz i Luis Alberto Sánchez. Més tard entra com a cinquè presentador Kike Supermix (assessor musical de Telecinco en aquells dies) que va ser l'últim a abandonar el programa.
Es va tractar de la primera experiència davant les cambres de Penélope Cruz (qui prèviament només havia aparegut com a protagonista en el vídeo musical de La fuerza del destino de Mecano). També va suposar el debut del presentador Jesús Vázquez. Després d'uns mesos des de l'inici del programa Cruz el va abandonar per a dedicar-se de ple al cinema. La seva substituta va ser la també debutant Natalia Estrada, qui anys més tard es convertiria en estrella de la televisió italiana. Una altra de les aspirants a presentadora va ser Belén Rueda però no va aconseguir el lloc.
Altres presentadors del programa van ser els famosos dobles de la sèrie de televisió Sensación de Vivir Almudena Miranda, Antonio Sánchez (després presentador de NBA en Cuatro) i Juan Pedro Massé, entre d'altres. I entre els col·laboradors que van integrar la plantilla van ser Monica Estarreado, Mónica Martinez o Carlos Castel on sortien ballant al so de la música del programa.
Jesus Vazquez, abandó el programa per a dedicar-se al programa Hablando se entiende la basca. Natalia Estrada es va traslladar a Itàlia amb Kike Supermix per a presentar el programa Bellezas al Aigua i la resta de presentadors van deixar el programa per a dedicar-se a altres treballs.
El juliol de 1991 el director del programa Giorgio Aresu va acusar de plagi a TVE pel programa musical Ponte las pilas presentat per Arancha de Benito amb un esquema molt similar al de La quinta marcha.

## Nominacions
- Jesús Vázquez va estar nominat com a Millor presentador al premi TP d'Or 1991, per la seva labor al capdavant del programa.